# Sanjaya Jayasinghe
Sanjaya Jayasinghe (* 20. April 1982 in Mawanella) ist ein sri-lankischer Leichtathlet, der sich auf den Dreisprung spezialisiert hat.

## Sportliche Laufbahn
Erste internationale Erfahrungen sammelte Sanjaya Jayasinghe im Jahr 2017, als er bei den Asienmeisterschaften in Bhubaneswar mit 15,97 m den sechsten Platz belegte.
In den Jahren 2015, 2018 und 2020 wurde Jayasinghe sri-lankischer Meister im Dreisprung.